# Вонарє
Вонарє (словен. Vonarje) — поселення в общині Подчетртек, Савинський регіон, Словенія. Висота над рівнем моря: 209,5 м.